# David Remeseiro Salgueiro
David Remeseiro Salgueiro (La Corunya, 6 de juliol de 1994), també conegut com a Jason, és un jugador professional de futbol gallec que juga com a migcampista al FC Arouca.

## Carrera de club

### Llevant UE
Jason es va formar al planter del Deportivo de La Coruña durant dues temporades, i posteriorment al del Llevant UE. Va començar a jugar com a sènior amb el Levante UD B 2012–13, a Segona Divisió B, i el dia 1 de juliol de 2013 va signar un nou contracte amb el club per dos anys més.
El 25 d'agost de 2013, Jason va debutar a La Liga, jugant un minut en un empat 0–0 a casa contra el Sevilla FC. El 14 d'agost de 2014, fou cedit al Vila-real CF B.
El 26 de gener de 2015, Jason fou recuperat pel Llevant, inscrit amb l'equip b, però assignat al primer equip. El 31 d'agost, fou cedit a l'Albacete Balompié de Segona Divisió per un any. Va marcar el seu primer gol com a professional el següent 3 de gener, en un empat 2–2 contra la SD Ponferradina a l'Estadi Carlos Belmonte.
Jason va retornar a l'Estadi Ciutat de València per la temporada 2016–17, i va marcar l'únic gol del partit en la victòria fora de casa contra el CD Numancia el 21 d'agost de 2016. En va marcar nou més durant la temporada, ajudant així el seu equip a retornar a la primera divisió després d'un any fora.

### València CF
L'1 de juliol de 2019, com a agent lliure, Jason va signar contracte per tres anys amb el València CF. El 2 de setembre, però, fou cedit al Getafe CF de primera divisió, per un any.
A principis de gener de 2022 va abandonar les files de l'equip valencianista per a incorporar-se al Deportivo Alavés com a agent lliure.